# 95852 Leatherbarrow
95852 Leatherbarrow è un asteroide della fascia principale. Scoperto nel 2003, presenta un'orbita caratterizzata da un semiasse maggiore pari a 2,4202201 UA e da un'eccentricità di 0,1381126, inclinata di 0,73228° rispetto all'eclittica.